# UCI Amèrica Tour 2020
L'UCI Amèrica Tour 2020 és la setzena edició de l'UCI Amèrica Tour, un dels cinc circuits continentals de ciclisme de la Unió Ciclista Internacional. Està format per una quinzena de proves, organitzades del 23 d'octubre de 2019 al 10 d'octubre de 2020 a Amèrica.
La pandèmia per coronavirus obligà a suspendre un bon nombre de curses de la temporada.

## Evolució del calendari

### Octubre 2019
| Data | Cursa             | País      | Cat. | Vencedor     | Equip       | Ref.  |
| ---- | ----------------- | --------- | ---- | ------------ | ----------- | ----- |
| 23-1 | Volta a Guatemala | Guatemala | 2.2  | Manuel Rodas | Decorabaños | [ 2 ] |

### Desembre 2019
| Data  | Cursa              | País       | Cat. | Vencedor       | Equip                            | Ref. |
| ----- | ------------------ | ---------- | ---- | -------------- | -------------------------------- | ---- |
| 16-25 | Volta a Costa Rica | Costa Rica | 2.2  | Daniel Bonilla | Scotia Bank-Nestlé-Metrica-Giant |      |

### Gener
| Data  | Cursa            | País      | Cat. | Vencedor      | Equip             | Ref. |
| ----- | ---------------- | --------- | ---- | ------------- | ----------------- | ---- |
| 12-19 | Volta al Táchira | Veneçuela | 2.2  | Roniel Campos | Deportivo Táchira |      |

### Febrer
| Data  | Cursa             | País     | Cat. | Vencedor       | Equip          | Ref.  |
| ----- | ----------------- | -------- | ---- | -------------- | -------------- | ----- |
| 11-16 | Tour Colombia 2.1 | Colòmbia | 2.1  | Sergio Higuita | EF Pro Cycling | [ 3 ] |

### Març
| Data | Cursa                      | País | Cat. | Vencedor            | Equip    | Ref. |
| ---- | -------------------------- | ---- | ---- | ------------------- | -------- | ---- |
| 14   | Gran Premi de la Patagònia | Xile | 1.2  | José Tito Hernández | Medellín |      |

### Octubre
| Data | Cursa             | País      | Cat. | Vencedor          | Equip                          | Ref. |
| ---- | ----------------- | --------- | ---- | ----------------- | ------------------------------ | ---- |
| 23-1 | Volta a Guatemala | Guatemala | 2.2  | Mardoqueo Vásquez | Hino-One-La Red-Tigo-Eurobikes |      |

## Classificacions
- Nota: classificacions definitives a 10 de novembre.[4][5]

| #  | Ciclista               | Equip             | Punts   |
| -- | ---------------------- | ----------------- | ------- |
| 1  | Richard Carapaz        | Ineos Grenadiers  | 1.406,5 |
| 2  | Daniel Martínez Poveda | EF Pro Cycling    | 981,33  |
| 3  | Miguel Ángel López     | Astana            | 925     |
| 4  | Michael Woods          | EF Pro Cycling    | 920     |
| 5  | Nairo Quintana         | Arkéa-Samsic      | 865     |
| 6  | Sergio Higuita         | EF Pro Cycling    | 602,33  |
| 7  | Egan Bernal            | Ineos Grenadiers  | 425,5   |
| 8  | Rigoberto Urán         | EF Pro Cycling    | 352,33  |
| 9  | Sepp Kuss              | Jumbo-Visma       | 351     |
| 10 | Fernando Gaviria       | UAE Team Emirates | 349     |

| #  | Equip                                    | Punts |
| -- | ---------------------------------------- | ----- |
| 1  | Medellín                                 | 277   |
| 2  | Rally Cycling                            | 257   |
| 3  | Canel's Pro Cycling                      | 173   |
| 4  | Hagens Berman-Axeon                      | 144   |
| 5  | Elevate-Webiplex Pro Cycling             | 135   |
| 6  | Colombia Tierra de Atletas-GW Bicicletas | 113   |
| 7  | Novo Nordisk                             | 95    |
| 8  | Best PC Ecuador                          | 89    |
| 9  | Gios Kiwi Atlántico                      | 86    |
| 10 | EPM-Scott                                | 60    |

| #  | País         | Punts    |
| -- | ------------ | -------- |
| 1  | Colòmbia     | 4.827,49 |
| 2  | Equador      | 2.155,16 |
| 3  | Estats Units | 1.534,71 |
| 4  | Canadà       | 1.190    |
| 5  | Panamà       | 362      |
| 6  | Mèxic        | 249      |
| 7  | Veneçuela    | 174      |
| 8  | Guatemala    | 164      |
| 9  | Costa Rica   | 161      |
| 10 | Argentina    | 138      |

| #  | País                           | Punts |
| -- | ------------------------------ | ----- |
| 1  | Estats Units                   | 653   |
| 2  | Panamà                         | 183   |
| 3  | Colòmbia                       | 124   |
| 4  | Costa Rica                     | 78    |
| 5  | Mèxic                          | 60    |
| 6  | Bermudes                       | 50    |
| 7  | Equador                        | 44    |
| 8  | Guatemala                      | 25    |
| 9  | Canadà                         | 13    |
| 10 | Saint Vincent i les Grenadines | 10    |